# Słupów
Słupów – wieś w Polsce położona w województwie małopolskim, w powiecie miechowskim, w gminie Słaboszów.
| SIMC    | Nazwa      | Rodzaj     |
| ------- | ---------- | ---------- |
| 0268671 | Stara Wieś | część wsi  |
| 0268688 | Toporów    | przysiółek |

W latach 1975–1998 miejscowość administracyjnie należała do województwa kieleckiego. Integralne części miejscowości: Stara Wieś, Toporów.